# Ада бурий

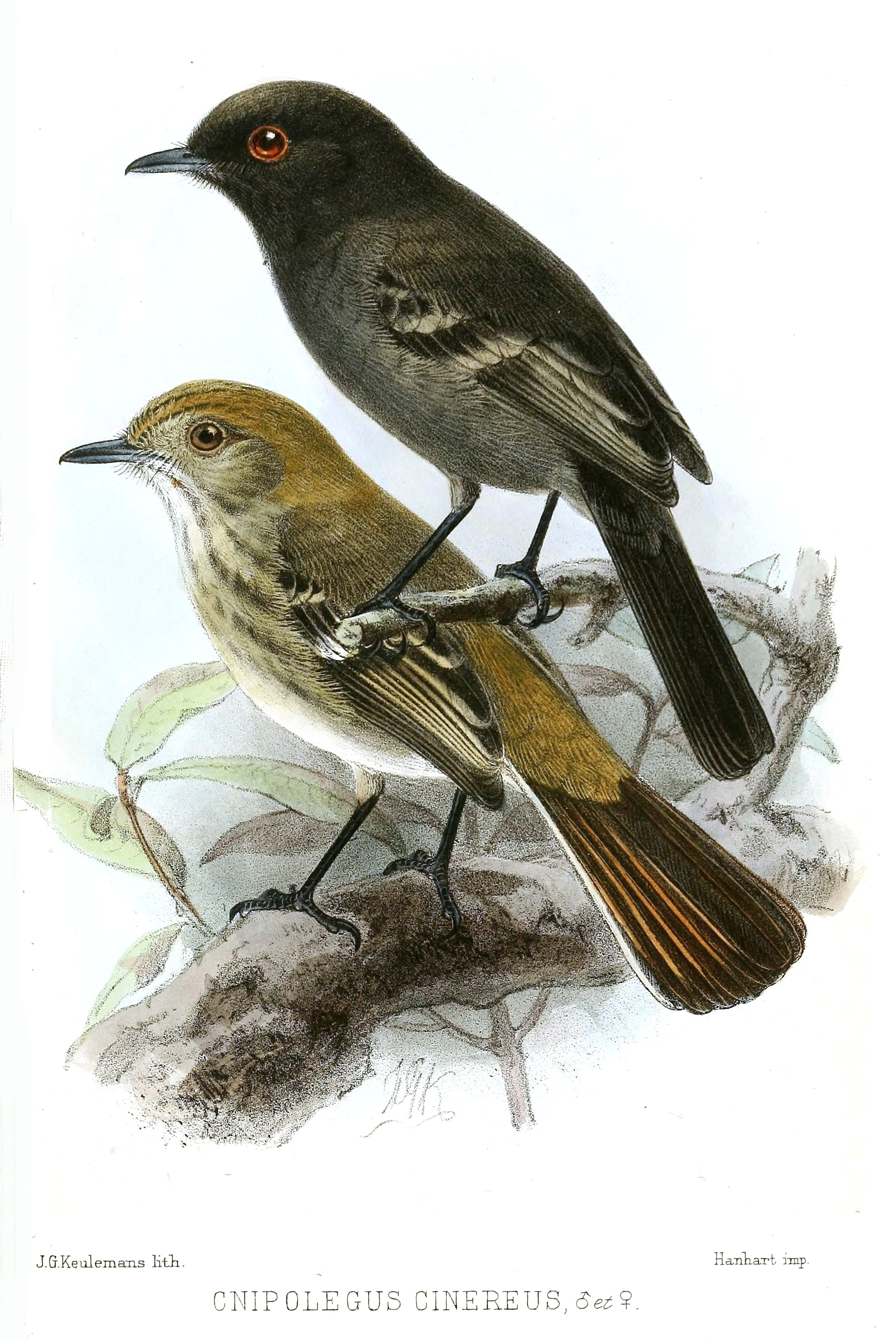
Бурі ади (самець і самиця)

А́да бурий (Knipolegus striaticeps) — вид горобцеподібних птахів родини тиранових (Tyrannidae). Мешкає в Південній Америці

## Поширення і екологія
Бурі ади поширені в Болівії, Бразилії, Парагваї і Аргентині. Вони живуть в сухих тропічних лісах і чагарникових заростях на висоті до 1900 м над рівнем моря.